# Jardín Botánico de Belice

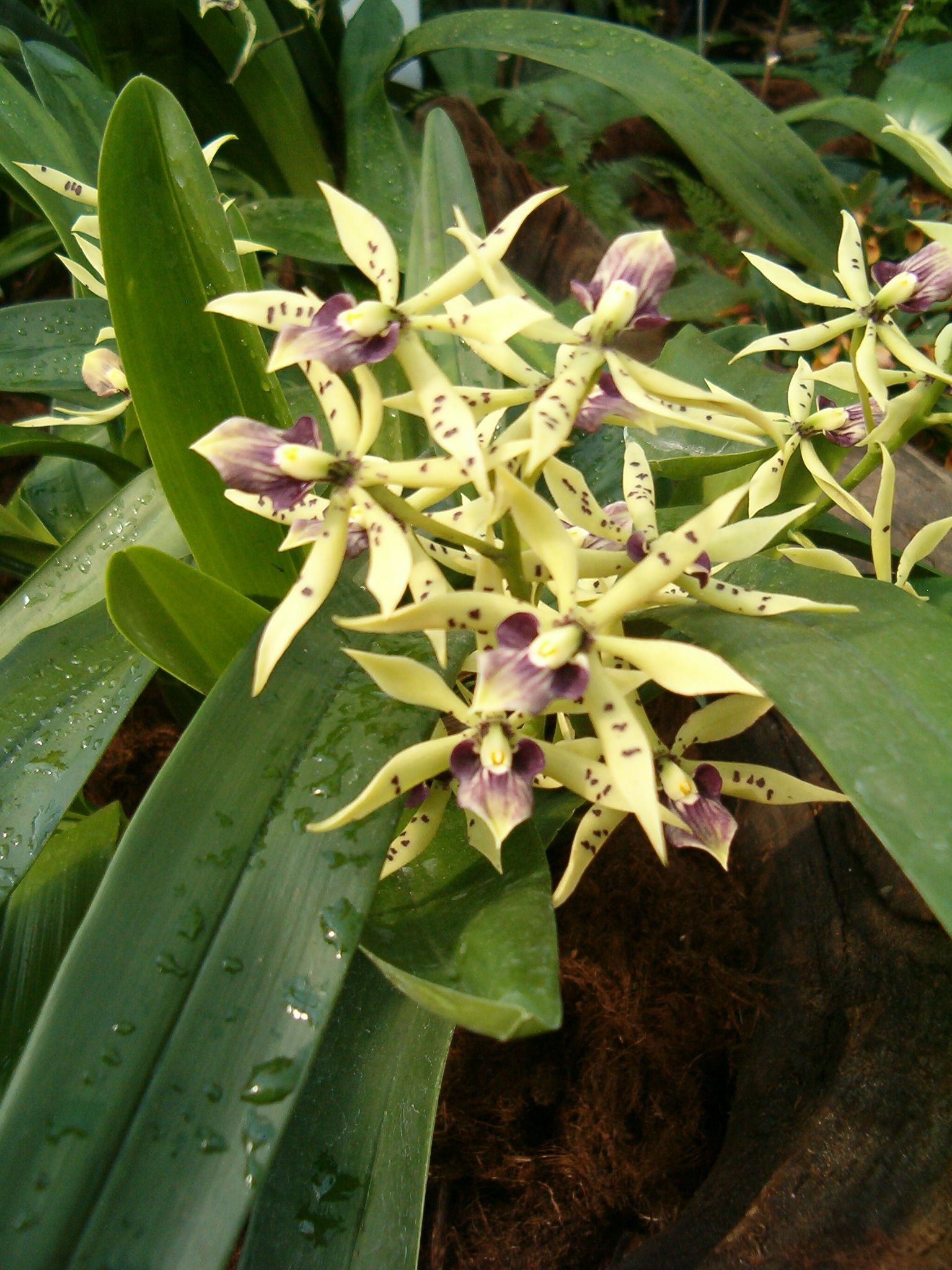
« Prosthechea cochleata » la flor emblema de Belice.

El Jardín Botánico de Belice (en inglés: Belize Botanic Gardens) es un jardín botánico de unas 18 hectáreas de extensión que se encuentra en Cayo, Belice. Es un jardín botánico de titularidad privada. Es miembro del BGCI y de la Asociación Latinoamericana y del Caribe de Jardines Botánicos. Presenta trabajos para la Agenda Internacional para la Conservación en los Jardines Botánicos, su código de identificación internacional como institución botánica es CAYO.

## Localización
El jardín botánico se encuentra en el Distrito de Cayo en el Belice occidental. El jardín está en un valle en los bancos del río Macal, rodeados por las colinas de la sierra Maya. 
Belize Botanic Gardens, P.O. Box 180, San Ignacio, Cayo, Belice
17°05′N 89°04′O / 17.083, -89.067
- Promedio Anual de Lluvia: 2235 mm
- Altitud: 129.00 m s. n. m.

Está abierto al público en general.

## Historia
Cuando Ken y Judy duPlooy se trasladaron a vivir en Belice en el año 1989 en la tierra que compraron para cultivar frutales, ésta había sido despejada por los dueños anteriores para cultivar.
Así pues, Ken comenzó a plantar el terreno y poner unos árboles alrededor de lugar para reforestarlo, y un pequeño jardín alrededor de la casa. Estimulado por el crecimiento de las plantas en un clima tropical Ken pronto se fue transformado en un botánico aficionado. 
En 1994 los duPlooy podían comprar la granja que colindaba su propiedad en el río Macal. Esta tierra también había sido nivelada para cultivar y los duPlooy pusieron su empeño en reforestar el área y animar a los pájaros y a la fauna a retornar. 
La ayuda y el estímulo que Judy y Ken recibieron de vecinos, botánicos y estudiosos, les ayudaron a decidir dar el paso de colección particular de plantas a hacer la transformación a jardín botánico. Los duPlooy juntos crearon oficialmente el Jardín Botánico de Belice en 1997. 

## Colecciones
Sus plantas se encuentran agrupadas como:
- Orquídeas nativas
- Heliconias nativas
- Palmas nativas
- Cycas nativas
- Plantas de frutas tropicales nativas y exóticas
- Plantas de las Montañas Maya

Se recrean diversos hábitat del territorio de Belice, 
- Sabana
- Madera dura mojada
- Bosque litoral
- Pinares
- Lagunas del interior de Belice
- Orquídeas nativas de Belice

Entre las especies son de destacar el "Xate" (Chamaedorea spp), ""Bay leaf"" (Sabal maritiiformis), "Basket tie tie" (Desmoncus orthacanthos)
- Banco de germoplasma

## Actividades
En este centro se despliegan una serie de actividades a lo largo de todo el año:
- Programas de conservación

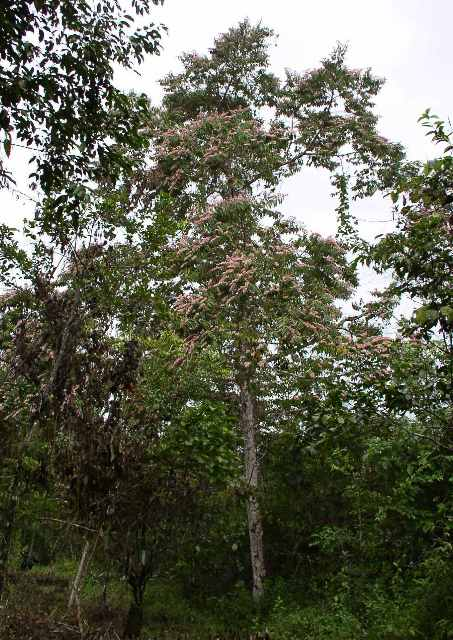
Uno de los árboles de la selva tropical lluviosa de Belice en floración.

- Programa de mejora de plantas medicinales
- Programas de conservación «Ex Situ»
- Estudios de nutrientes de plantas
- Ecología
- Conservación de Ecosistemas
- Programas educativos
- Etnobotánica
- Exploración
- Horticultura
- Restauración Ecológica
- Sistemática y Taxonomía
- Sostenibilidad
- Farmacología
- Mejora en la agricultura
- Index Seminum
- Exhibiciones especiales de plantas